# Birmingham City Football Club
Il Birmingham City Football Club, noto semplicemente come Birmingham, è un club calcistico inglese con sede nell'omonima città delle West Midlands. Milita in Championship, la seconda divisione del campionato inglese. Disputa le gare interne allo stadio St Andrew's.
Fondato nel 1875 come Small Heath Alliance, il club assunse la denominazione attuale nel 1943. Il periodo di maggior successo della sua storia risale tra la fine degli anni cinquanta e l'inizio degli anni sessanta, quando conquistò una Coppa di lega inglese (1962-1963) contro i rivali cittadini dell'Aston Villa; raggiunse inoltre due finali consecutive di Coppa delle Fiere (1959-1960 e 1960-1961), perdendo però in entrambi i casi contro Barcellona e Roma.
I calciatori e tifosi del Birmingham sono conosciuti con il soprannome di Blues per via del colore delle maglie da gioco.

## Storia
Il Birmingham City è stato fondato con il nome di Small Heath Alliance nel 1875 e dal 1877 ha giocato le partite casalinghe al Muntz Street.
Il club è diventato professionista nel 1885 e tre anni più tardi divenne la prima squadra di calcio a diventare una Limited Company con un consiglio di amministrazione, sotto il nome di Small Heath Football Club Ltd.
Dalla stagione 1888-1889 gioca nella Football Alliance, un campionato parallelo alla Football League. Nel 1892 la Small Heath, insieme alle altre squadre della Football Alliance, venne invitata a partecipare alla neonata Football League Second Division.
Riesce a vincere il campionato ma fallisce la promozione non vincendo il test match.
L'anno seguente la promozione alla First Division era assicurata dopo un secondo posto e la vittoria nel test match con il Dorwen.
Il club adotta il nome di Birmingham Football Club nel 1905, e si trasferisce su un nuovo campo, il St Andrew's.
Nel 1908 il Birmingham retrocede e rimane in second division fino a dopo la fine della Prima guerra mondiale.
Il capitano Frank Womack e Johnny Crosbie contribuirono molto alla vittoria del secondo titolo della Second Division nel 1920/21. Womack è ancora il giocatore di movimento con il maggior numero di presenze nel club.
Il 1920 vede anche il debutto del diciannovenne Joe Bradford, che detiene ancora il maggior numero di goal segnati nel club, 267 in 445 partite.
Nel 1931, l'allenatore Leslie Knighton portò il club alla sua prima finale di FA Cup, persa per 2-1 contro il West Bromwich Albion.
La squadra rimase nella massima serie lottando con forza per 18 stagioni, grazie anche al suo portiere Harry Hibbs.
Nel 1938/39 retrocede in Second Division, l'ultima stagione completa prima che la Football League venga abbandonata a causa della Seconda guerra mondiale.
Nel 1943 fu adottato il nome attuale Birmingham City F.C.
Con Harry Storer allenatore, nel 1945 il club vinse la Football League South e raggiunse la semifinale della prima FA Cup del dopoguerra.
Due anni più tardi vince il terzo titolo di seconda divisione subendo solo 24 goal in 42 partite.
Il successore di Storer, Bob Broklebank, anche se non riuscì a salvare la squadra dalla retrocessione nel 1950, portò molti giocatori che contribuirono ai successi del Birmingham negli anni successivi.
Quando Arthur Turner prese la squadra nel novembre 1954, li fece giocare al massimo del loro potenziale e vinsero nell'ultima giornata 5-1 confermandosi campioni di seconda divisione.
Nella sua prima stagione del ritorno in First Division, il Birmingham conquistò la sua più alta posizione in classifica, arrivando al sesto posto. Partecipò anche alla finale di FA Cup perdendo con il Manchester City 3-1.
Il Birmingham divenne la prima squadra inglese a partecipare ad una competizione europea, esordendo nella Coppa delle Fiere il 15 maggio 1956.
I Blues arrivarono in semifinale, pareggiando con il Barcellona 4-4 e perdendo il replay 2-1.
L'anno seguente, il club si spinse fino alla finale del torneo, perdendo con il Barcellona con un 4-1 complessivo, diventando la prima squadra inglese a raggiungere una finale europea.
Nel 1961 raggiunse di nuovo la finale, questa volta contro la Roma, ma uscì sconfitto
con un 4-2 complessivo.
Il Birmingham vinse il suo primo trofeo importante nel 1963, contro l'Aston Villa, vincendo la Coppa di Lega con il risultato di 3-1.
Nel 1965 dopo dieci anni ai massimi livelli, arrivò la retrocessione in Second Division.
Dall'anno della nascita della Premier League, nel 1992, per dieci stagioni il Birmingham City FC non è mai riuscito a raggiungere la massima divisione inglese. I Bluenoses hanno dovuto aspettare fino al 2002 per vedere i propri beniamini in Premiership. Quell'anno ci vollero cinque partite per vedere la prima vittoria dei Blues per 2-1 contro il Leeds United FC. Quell'anno comunque, dopo un inizio zoppicante, la squadra ha ottenuto buoni risultati nella seconda metà della stagione ed è riuscita a raggiungere la salvezza con il tredicesimo posto finale. L'anno seguente è stata la migliore annata di Premier League con un decimo posto.
Nel 2004-2005 la squadra ha finito la stagione con un dodicesimo posto, risultato che non ha scaldato gli animi dei tifosi, che dopo due anni in massima divisione si aspettavano un crescendo di risultati.
L'anno seguente il Birmingham perse in casa, per la prima volte in tre anni di Premiership, il derby con l'Aston Villa, risultato seguito da un umiliante 7-0 subito in FA Cup con il Liverpool. Queste inaspettate sconfitte hanno fatto traballare la panchina di Steve Bruce. In seguito al secondo posto nella Football League Championship 2006-2007, il Birmingham City è tornato a giocare in Premier League a partire dalla successiva stagione 2007-2008, ma è retrocesso di nuovo dopo un solo anno. Ha nuovamente concluso al secondo posto nella Championship 2008-2009, conquistando l'accesso alla Premier League per il 2009-2010, anno in cui ha concluso il campionato con un sorprendente 10º posto e una salvezza. Il 27 febbraio 2011, nonostante un campionato non all'altezza del precedente, il City si aggiudica a Wembley la sua seconda Carling Cup battendo 2-1 l'Arsenal con una rete di Obafemi Martins, appena entrato, nei minuti finali. Benjamin Foster, portiere del City autore di decisive parate durante l'incontro, è stato eletto Man of the Match della finale. Dopo il successo in Carling Cup, però, la squadra di McLeish subisce un brusco calo in campionato, ottenendo soltanto 9 punti nelle ultime 13 partite, retrocedendo così in Football League. Nella stagione 2011-2012 si troverà quindi nella singolare condizione di giocare l'UEFA Europa League pur militando nella divisione cadetta.
Nella stagione 2011-2012 il club, dopo aver passato le eliminatorie, accede alla fase a gironi dell'Europa League, dove manca la qualificazione ai sedicesimi per un punto. Non riesce a difendere il titolo nella Coppa di Lega venendo eliminato dal Manchester City ai sedicesimi. Viene eliminato agli ottavi di FA Cup dopo aver eliminato tra le altre il Wolverhampton militante in Premier League ed aver costretto al replay il Chelsea.
Dopo una stagione fitta di impegni in cui la squadra gioca 62 partite ufficiali, andando molto spesso a rimandare partite di campionato a causa degli impegni nelle coppe, non riesce a centrare l'obbiettivo di ritornare in FA Premier League nella stagione 2012-2013, venendo eliminata nelle semifinali playoff dal Blackpool. Il 27 giugno 2012 viene comunicato il cambio di allenatore in favore di Lee Clark che porta con sé anche Terry McDermott come suo assistente.
Ne segue una stagione insoddisfacente terminata con un dodicesimo posto.
La stagione 2013-2014 termina con una salvezza all'ultima giornata con un 21º posto mentre l'anno successivo la squadra viene affidata al nuovo tecnico Gary Rowett ed ottiene un decimo posto bissato anche nell'anno 2015-2016.
Nel campionato 2016-2017 la società, puntando alla promozione, insoddisfatta dal 6º posto in classifica, solleva Rowett sostituendolo con Gianfranco Zola il 15 dicembre 2016. Durante la stagione 2018-2019 il club viene penalizzato con 9 punti in meno per non aver rispettato il fair play finanziario, riuscendo comunque a mantenere la categoria, obiettivo centrato anche l'anno successivo.

## Sponsor
- 1983 - 85: Ansells
- 1986 - 87: Co-op Milk
- 1987 - 88: PJ Evans]
- 1988 - 89: Evans Halshaw
- 1989 - 92: Mark One
- 1992 - 95: Triton Showers
- 1995 - 2001: Auto Wndscreens
- 2001 - 03: Phones4U Archiviato il 2 settembre 2011 in Internet Archive.
- 2003 - 04: Flybe
- 2004 - 07: Flybe.com
- 2007 - 2011: F&C Investments
- 2011 - in corso: Xendpay Archiviato il 6 ottobre 2011 in Internet Archive. di RationalFX

## Allenatori
- 1910-1915:  Bob McRoberts
- 1915-1923:  Frank Richards
- 1923-1927:  Billy Beer
- 1928-1933:  Leslie Knighton
- 1933-1939:  George Liddell
- 1939-1945:  William A. Camkin
- 1944-1945:  Ted Goodier
- 1945-1948:  Harry Storer
- 1949-1954:  Bob Brocklebank
- 1954-1958:  Arthur Turner
- 1958-1960:  Albert Beasley
- 1960-1964:  Gil Merrick
- 1964-1965:  Joe Mallett
- 1965-1970:  Stan Cullis
- 1970-1975:  Fred Goodwin
- 1975-1977:  Willie Bell
- 1977-1978:  Alf Ramsey
- 1978-1982:  Jim Smith
- 1982-1986:  Ron Saunders
- 1986-1987:  John Bond
- 1987-1989:  Garry Pendrey
- 1989-1991:  Dave Mackay
- 1991:  Lou Macari
- 1991-1993:  Terry Cooper
- 1993-1996:  Barry Fry
- 1996-2001:  Trevor Francis
- 2001-2007:  Steve Bruce
- 2007-2011:  Alex McLeish
- 2011-2014:  Chris Hughton
- 2014-2016:  Gary Rowett
- 2016-apr 2017:  Gianfranco Zola
- apr-set 2017:  Harry Redknapp
- set-ott 2017:  Lee Carsley
- ott 2017- mar 2018:  Steve Cotterill
- mar-giu 2018:  Garry Monk
- 2018-lug 2020 :  Pep Clotet
- lug-ago 2020 :  Steve Spooner e  Craig Gardner
- 2020-2021:  Aitor Karanka (lug.-mar.)
 Lee Bowyer (mar.-giu.)
- 2021-2022:  Lee Bowyer
- 2022-2023:  John Eustace
- 2023-2024:  John Eustace (giu.-ott.)
 Wayne Rooney (ott.-gen.)

## Palmarès

### Competizioni nazionali
- Coppa di Lega inglese: 2

1962-1963, 2010-2011
- Campionato inglese di seconda divisione: 4

1892-1893, 1920-1921, 1947-1948, 1954-1955
- Third Division: 1

1994-1995
- Football League Trophy: 2

1990-1991, 1994-1995

### Competizioni regionali
- Birmingham Senior Cup: 11

1906-1907, 1914-1915, 1919-1920, 1920-1921, 1921-1922, 1982-1983, 1995-1996, 1998-1999, 1999-2000, 2002-2003, 2007-2008
- Football League South: 1

1946

### Competizioni giovanili
- Blue Stars/FIFA Youth Cup: 1

1952

## Statistiche

### Partecipazione ai campionati
| Livello | Categoria                                              | Partecipazioni | Debutto   | Ultima stagione | Totale |
| ------- | ------------------------------------------------------ | -------------- | --------- | --------------- | ------ |
| 1º      | First Division / Premier League                        | 57             | 1894-1895 | 2010-2011       | 57     |
| 2º      | Second Division / Football League Championship         | 61             | 1892-1893 | 2025-2026       | 61     |
| 3º      | Third Division / Second Division / Football League One | 5              | 1989-1990 | 2024-2025       | 5      |

Nei 57 campionati disputati nella prima divisione inglese, il Birmingham City ha ottenuto i seguenti piazzamenti:
- 6º: 1 volta
- 7º: 2 volte
- 8º: 1 volta
- 9º: 3 volte
- 10º: 2 volte
- 11º: 5 volte
- 12º: 4 volte
- 13º: 5 volte
- 14º: 2 volte
- 15º: 2 volte
- 16º: 1 volta
- 17º: 7 volte
- 18º: 2 volte
- 19º: 6 volte
- 20º: 5 volte
- 21º: 3 volte
- 22º: 2 volte

## Organico

### Rosa 2025-2026
Aggiornata al 13 agosto 2025.
| N. |                          | Ruolo | Calciatore            |
| -- | ------------------------ | ----- | --------------------- |
| 2  | Inghilterra (bandiera)   | D     | Ethan Laird           |
| 3  | Inghilterra (bandiera)   | D     | Lee Buchanan          |
| 4  | Austria (bandiera)       | D     | Christoph Klarer      |
| 5  | Germania (bandiera)      | D     | Phil Neumann          |
| 6  | Polonia (bandiera)       | D     | Krystian Bielik       |
| 7  | Inghilterra (bandiera)   | C     | Tommy Doyle           |
| 8  | Corea del Sud (bandiera) | C     | Paik Seung-ho         |
| 9  | Giappone (bandiera)      | A     | Kyōgo Furuhashi       |
| 10 | Giamaica (bandiera)      | A     | Demarai Gray          |
| 11 | Scozia (bandiera)        | C     | Scott Wright          |
| 12 | Scozia (bandiera)        | C     | Marc Leonard          |
| 14 | Inghilterra (bandiera)   | A     | Keshi Anderson        |
| 15 | Inghilterra (bandiera)   | C     | Alfie Chang           |
| 17 | Scozia (bandiera)        | A     | Lyndon Dykes          |
| 18 | Islanda (bandiera)       | C     | Willum Þór Willumsson |

| N. |                        | Ruolo | Calciatore             |
| -- | ---------------------- | ----- | ---------------------- |
| 19 | Inghilterra (bandiera) | D     | Taylor Gardner-Hickman |
| 20 | Inghilterra (bandiera) | D     | Alex Cochrane          |
| 21 | Inghilterra (bandiera) | P     | Ryan Allsop            |
| 23 | Islanda (bandiera)     | D     | Alfons Sampsted        |
| 24 | Giappone (bandiera)    | D     | Tomoki Iwata           |
| 25 | Inghilterra (bandiera) | P     | James Beadle           |
| 26 | Nigeria (bandiera)     | C     | Bright Osayi-Samuel    |
| 27 | Giappone (bandiera)    | C     | Kanya Fujimoto         |
| 28 | Inghilterra (bandiera) | A     | Jay Stansfield         |
| 33 | Germania (bandiera)    | A     | Marvin Ducksch         |
| 35 | Inghilterra (bandiera) | C     | George Hall            |
| 41 | Irlanda (bandiera)     | D     | Eiran Cashin           |
| 48 | Inghilterra (bandiera) | P     | Bradley Mayo           |
|    | Galles (bandiera)      | C     | Tyler Roberts          |